# Gens Nínnia
La gens Nínnia (en llatí Ninnia gens) va ser una gens romana d'origen plebeu i d'importància secundària.
Cap dels seus membres va arribar a les més altes magistratures de l'estat i no apareixen a Roma fins al final de la república. En aquest moment es menciona a un Lucius Ninnius Quadratus que va ser amic de Ciceró.
La gens Nínnia sembla que va ser una família destacada a Càpua i durant la Segona Guerra Púnica van ser partidaris d'Hanníbal al que van hostejar a casa seva segons Titus Livi. Aquest autor parla de la família dels Ninni Celeres i considera que era una de les famílies nobles i riques de la Campània.